# Vastu šastra
Vastu šastra (sanskrt वास्तु शास्त्र, vāstu śāstra – dobesedno »znanost o arhitekturi«) je tradicionalni indijski sistem arhitekture, ki temelji na starodavnih besedilih, ki opisujejo načela načrtovanja, postavitve, meritev, priprave tal, ureditev prostora in prostorska geometrija. Namen načrtov je integracija arhitekture z naravo, relativnimi funkcijami različnih delov strukture in starodavnimi verovanji z uporabo geometrijskih vzorcev (jantra), simetrije in smernih poravnav.
Vastu šastra je besedilni del Vastu Vidje – širšega znanja o arhitekturi in teorijah oblikovanja iz starodavne Indije.ref name=vsgt1>Vibhuti Sachdev, Giles Tillotson (2004). Building Jaipur: The Making of an Indian City. str. 147. ISBN 978-1861891372.</ref> Vastu Vidja je zbirka idej in konceptov, s podporo diagramov postavitve ali brez njih, ki niso togi. Te ideje in koncepti so namesto tega modeli za organizacijo prostora in oblike znotraj stavbe ali zbirke zgradb, ki temeljijo na njihovih funkcijah v medsebojnem odnosu, njihovi uporabi in celotnem tkivu Vastuja. Starodavna načela Vastu šastra vključujejo načela za načrtovanje mandirja (hindujskega templja) ter načela za načrtovanje in postavitev hiš, naselij, mest, vrtov, cest, vodovodov, trgovin in drugih javnih površin.
V sodobni Indiji, državni Čakrabarti, svetovalci, ki vključujejo »šarlatane, duhovnike in astrologe«, ki jih napaja pohlep, tržijo psevdoznanost in vraževerje v imenu Vastu-šaster. Imajo malo znanja o tem, kaj zgodovinska besedila Vastu šastra dejansko učijo in to uokvirjajo v smislu »verske tradicije«, namesto da bi jo utemeljili v kakršni koli tamkajšnji »arhitekturni teoriji«.

## Terminologija
Sanskrtska beseda vāstu pomeni stanovanje ali hišo s pripadajočim zemljiščem. Vrdhi, vāstu, ima pomen »mesto ali temelj hiše, mesta, zemljišča, stavbe ali bivališča, bivališča, domačije, hiše«. Temeljni koren je vas »prebivati, živeti, ostati, prebivati«. Izraz šastra lahko prosto prevedemo kot »doktrina, učenje«.
Vāstu śastras (dobesedno znanost o bivanju) so starodavni sanskrtski priročniki o arhitekturi. Ti vsebujejo Vastu-Vidja (dobesedno, znanje o bivanju).

## Zgodovina
Vastu, obrti in arhitektura se tradicionalno pripisujejo božanskemu Višvakarmi v hindujskem panteonu. Pojavile so se teorije, ki povezujejo načela sestave v vastu šastri in civilizacijo doline Inda, vendar učenjak Kapila Vatsyayan meni, da je to špekulacija, saj pisava doline Inda ostaja nedešifrirana. Po Chakrabartiju je Vastu Vidja star toliko kot vedsko obdobje in povezan z ritualno arhitekturo. Po mnenju Michaela W. Meisterja Atharvaveda vsebuje verze z mistično kozmogonijo, ki zagotavljajo paradigmo za kozmično načrtovanje, vendar niso predstavljali arhitekture niti razvite prakse.
Nekateri trdijo, da ima Vastu šastra korenine v literaturi pred 1. stoletjem našega štetja, vendar so ti pogledi predmet interpretacije. Na primer, matematična pravila in koraki za izgradnjo vedskega kvadrata jadžna za žrtveni ogenj so v Sulba-sutrah iz 4. stoletja pred našim štetjem. Vendar gre za obredne artefakte in ne za stavbe ali templje ali širše objekte trajne arhitekture. Varahamihirina Brihat Samhita iz približno 6. stoletja našega štetja je med najzgodnejšimi znanimi indijskimi besedili z namenskimi poglavji z načeli arhitekture. Na primer, 53. poglavje Brihat Samhite ima naslov O arhitekturi in tam in drugje obravnava elemente vastu šastre, kot so »načrtovanje mest in stavb« in »strukture hiš, orientacija, nadstropja, gradnja balkonov« skupaj z drugimi temami. Po mnenju Michaela Meisterja, učenjaka indijske arhitekture, moramo priznati, da Varahamihira res omenja svoje vire o vastu kot starejša besedila in modrece. Vendar pa so to lahko mitologija in odražajo indijsko tradicijo pripisovanja mitskih modrecev in božanstev.

## Opis
Obstaja veliko Vāstu-šaster o umetnosti gradnje hiš, templjev, naselij in mest. Do 6. stoletja našega štetja so bila v Indiji v obtoku sanskrtska besedila za gradnjo razkošnih templjev. Vāstu-šastras vključuje poglavja o gradnji domov, urbanističnem načrtovanju in o tem, kako so učinkovite vasi, mesta in kraljestva integrirali templje, vodna telesa in vrtove v njih, da bi dosegli harmonijo z naravo. Čeprav ni jasno, pravi Barnett ali so bila ta besedila o templju in urbanizmu teoretične študije in ali oziroma kdaj so bila pravilno izvedena v praksi, ta besedila kažejo, da so bili načrtovanje mest in hindujski templji zasnovani kot ideali umetnosti in sestavni del hindujskega družbenega in duhovnega življenja.
Šest najbolj raziskanih, popolnih in sklicevanih indijskih besedil o Vastu Vidji, ki so preživela v moderni dobi, navaja Tillotson, je – Majamata, Manasara, Samarangana Sutradhara, Radžavalabha, Višvakarmaprakaša in Aparadžitaprcča. Številna druga pomembna besedila vsebujejo razdelke ali poglavja o vidikih arhitekture in oblikovanja.
Silpa Prakasa iz Odiše, avtorja Ramachandra Bhattaraka Kaulachara nekje v 9. ali 10. stoletju našega štetja, je še ena Vāstu šastra. Silpa Prakasa opisuje geometrijska načela v vseh vidikih templja in simbolike, kot je 16 čustev človeških bitij, izrezljanih kot 16 vrst ženskih figur. Ti slogi so bili izpopolnjeni v hindujskih templjih, razširjenih v vzhodnih državah Indije. Druga najdena starodavna besedila razširjajo ta arhitekturna načela in kažejo, da so različni deli Indije razvili, izumili in dodali svoje lastne interpretacije. Na primer, v Saurastra tradiciji gradnje templjev, ki jo najdemo v zahodnih zveznih državah Indije, so ženska oblika, izrazi in čustva prikazani v 32 vrstah Nataka-stri v primerjavi s 16 vrstami, opisanimi v Silpa Prakasa. Silpa Prakasa nudi kratek uvod v 12 vrst hindujskih templjev. Druga besedila, kot sta Pancaratra Prasada Prasadhana, ki jo je zbral Daniel Smith in Silpa Ratnakara, ki jo je zbral Narmada Sankara, zagotavljajo obširnejši seznam vrst hindujskih templjev.
Sanskrtska besedila za gradnjo templja, odkrita v Radžastanu v severozahodni regiji Indije, vključujejo Prasadamandano Sutradhare Mandane (dobesedno načrtovanje in gradnja templja) s poglavji o gradnji mest. Manasara šilpa in Majamata, besedili južnoindijskega izvora, ki naj bi bili v obtoku od 5. do 7. stoletja našega štetja, sta vodnik o načrtovanju in gradnji južnoindijskega vastu. Isanasivagurudeva padhati je še en sanskrtski tekst iz 9. stoletja, ki opisuje umetnost gradnje v Indiji v južni in osrednji Indiji. V severni Indiji je Brihat-samhita, delo Varāhamihira, pogosto citirano starodavno sanskrtsko besedilo iz 6. stoletja, ki opisuje načrtovanje in gradnjo hindujskih templjev v slogu Nagara.
Te Vāstu šastre pogosto razpravljajo in opisujejo načela zasnove hindujskega templja, vendar se ne omejujejo na zasnovo hindujskega templja. Tempelj opisujejo kot holistični del svoje skupnosti in določajo različna načela in raznolikost alternativnih načrtov za ureditev doma, vasi in mesta skupaj s templjem, vrtovi, vodnimi telesi in naravo.

## Vrste in lastnosti mandal
Osrednje področje v vseh mandalah je Brahmasthana. Mandala 'krog-obseg' ali 'zaključek' je koncentrični diagram, ki ima duhovni in obredni pomen tako v hinduizmu kot v budizmu. Prostor, ki ga zaseda, je pri različnih mandalah različen – v Pithi (9) in Upapiti (25) zavzema en kvadratni modul, v Mahapiti (16), Ugrapiti (36) in Manduki (64) štiri kvadratne module in v Sthandili (49) in Paramasaayika (81), devet kvadratnih modulov. Pitha je razširjena Prithvimandala, v kateri po nekaterih besedilih osrednji prostor zaseda zemlja. Mandala Sthandila se uporablja na koncentričen način.
Mesto katere koli oblike je mogoče razdeliti z uporabo Pada Vinjasa. Mesta poznamo po številu kvadratov. Razpon je od 1x1 do 32x32 (1024) kvadratnih mest. Primeri mandal z ustreznimi imeni spletnih mest vključujejo:
- Sakala (1 kvadrat) ustreza Eka-pada (eno razdeljeno mesto)
- Pečaka (4 kvadrati) ustreza Dwi-pada (dve razdeljeni strani)
- Pitha (9 kvadratov) ustreza Tri-pada (tri razdeljena mesta)
- Mahapitha (16 kvadratov) ustreza Chatush-pada (štiri razdeljena mesta)
- Upapitha (25 kvadratov) ustreza Pancha-pada (pet razdeljenij mest)
- Ugrapitha (36 kvadratov) ustreza Shashtha-pada (šest razdeljenih mest)
- Sthandila (49 kvadratov) ustreza Sapta-pada (sedem razdeljenih mest)
- Manduka/ Chandita (64 kvadratov) ustreza Ashta-pada (osem razdeljenih mest)
- Paramasajika (81 kvadratov) ustreza Nava-pada (devet razdeljenih mest)
- Asana (100 kvadratov) ustreza Dasa-pada (deset razdeljenih mest)
- Bhadrmahasan (196 kvadratov) ustreza Chodah-pada (14 razdeljenih mest)

## Sodobne prilagoditve in uporaba
Vāstu šastra mnogim sodobnim arhitektom predstavlja skupek starodavnih konceptov in znanja, vodilo, a ne tog kodeks. Mandala s kvadratno mrežo se obravnava kot model organizacije, ne kot tloris. Starodavna besedila Vāstu šastra opisujejo funkcionalne odnose in prilagodljive nadomestne postavitve za različne prostore ali zgradbe in pripomočke, vendar ne predpisujejo določene obvezne arhitekture. Sachdev in Tillotson pravita, da je mandala vodilo in uporaba koncepta mandale Vāstu šastre ne pomeni, da mora biti vsaka soba ali stavba kvadratna. Osnovna tema je okrog jedrnih elementov osrednjega prostora, obrobnih con, smeri glede na sončno svetlobo in relativnih funkcij prostorov.
Rožnato mesto Džaipur v Radžastanu je glavni načrtoval radžputski kralj Džai Singh in zgradil do leta 1727 n. št., delno po načelih Vastu šilpa šastra. Podobno moderni projekti, kot so projekti arhitekta Charlesa Corree Gandhi Smarak Sangrahalaja v Ahmedabadu, Vidhan Bhavan v Bhopālu in Džavahar Kala Kendra v Džaipurju, prilagajajo in uporabljajo koncepte iz Vastu šastra Vidja. Pri zasnovi mesta Čandigarh je Le Corbusier združil sodobne arhitekturne teorije s teorijami Vastu šastre.
Med obdobjem kolonialne vladavine Indije uradniki za urbanistično načrtovanje Britanskega Raja niso upoštevali Vastu Vidja, ampak so v veliki meri cepili motive in dizajne islamske mogulske dobe, kot so kupole in loki, na stavbe v viktorijanskem slogu brez splošne postavitve odnosov. To gibanje, znano kot indo-saracenska arhitektura, najdemo v kaotično razporejenih, a navzven veličastnih strukturah v obliki trenutno uporabljenih glavnih železniških postaj, pristanišč, stavb za zbiranje davkov in drugih kolonialnih uradov v Južni Aziji.
Vāstu šastra Vidja je bil med gradnjo v kolonialnem obdobju iz več razlogov prezrt. Arhitekti iz 19. in zgodnjega 20. stoletja so na ta besedila gledali kot na arhaična, literatura je bila nedostopna, saj je bila v starodavnem jeziku, ki ga arhitekti niso govorili ali brali, starodavna besedila pa so predvidevala, da je prostor zlahka dostopen. V nasprotju s tem so bili javni projekti v kolonialni dobi prisiljeni v prenatrpane prostore in lokalne omejitve postavitve, na starodavne Vastu šastre pa so gledali s predsodki kot na vraževerne in toge glede kvadratne mreže ali tradicionalnih gradbenih materialov. Sachdev in Tillotson navajata, da so bili ti predsodki napačni, saj strokovno in popolno branje literature Vāstu šastra dovolj nakazuje, da lahko arhitekt svobodno prilagaja ideje novim materialom gradnje, lokalnim omejitvam postavitve in nekvadratnemu prostoru. Zasnova in dokončanje novega mesta Džaipur v zgodnjih 1700-ih na podlagi besedil Vāstu šastra, precej pred kakršnimi koli javnimi projekti kolonialne dobe, je bil eden od mnogih dokazov. Drugi primeri vključujejo sodobne javne projekte, ki jih je zasnoval Charles Correa, kot sta Džavahar Kala Kendra v Džaipurju in Gandhi Ašram v Ahmedabadu. Zdravila Vastu šastra je leta 1997 uporabil tudi Khushdeep Bansal za kompleks indijskega parlamenta, ko je bil zadovoljen, da je knjižnica, ki so jo zgradili poleg stavbe, odgovorna za politično nestabilnost v državi.
Nemški arhitekt Klaus-Peter Gast pravi, da so načela Vāstu šastras priča velikemu preporodu in široki uporabi pri načrtovanju in oblikovanju individualnih domov, stanovanjskih kompleksov, komercialnih in industrijskih kampusov ter velikih javnih projektov v Indiji, skupaj z uporabo starodavne ikonografije in mitološko umetniško delo, vključeno v arhitekture Vastu vidja.

### Vastu in vraževerje
Uporaba Vastu šastre in Vastu svetovalcev v sodobnih domačih in javnih projektih je sporna. Nekateri arhitekti, zlasti med indijsko kolonialno dobo, so menili, da je skrivnosten in vraževeren. Drugi arhitekti trdijo, da kritiki niso prebrali besedil in da je večina besedila o prilagodljivih smernicah oblikovanja za prostor, sončno svetlobo, pretok in funkcijo.
Vastu šastra je psevdoznanost, pravi Narendra Nayak – vodja zveze indijskih racionalističnih združenj. V sodobni Indiji svetovalci Vastu »spodbujajo vraževerje v imenu znanosti«. Astronom Jayant Narlikar pravi, da ima Vastu šastra pravila o vključevanju arhitekture v njen ambient, vendar diktat Vastuja in domnevne škode ali koristi, ki se tržijo, »nimajo logične povezave z okoljem«. Navaja primere svetovalcev Vastu, ki trdijo, da je treba hišo poravnati z magnetno osjo za »splošno rast, mir in srečo« ali da lahko »mesta v obliki paralelograma povzročijo prepire v družini«, pravi Narlikar. Pravi, da je to psevdoznanost.
Vibhuti Chakrabarti, poznavalec arhitekture in sanskrtske literature, je kritično prevedel zgodovinsko literaturo Vastu in navaja, da v sodobni Indiji nekateri ponujajo svoje storitve kot svetovalci za Vastu, kjer to projicirajo kot »versko tradicijo« in ne kot »arhitekturno metodologijo«. kot učijo zgodovinska besedila. Pravi, da so ti svetovalci »šarlatani, duhovniki in astrologi«, ki jih napaja pohlep in z malo znanja o tem, kaj učijo zgodovinska besedila Vastu-šastre. Tržili naj bi lažne nasvete in vraževerje v imenu tradicije Vastu Vidja, včasih pod rubriko vedske vede.

## Sanskrtske razprave o arhitekturi
Od številnih sanskrtskih razprav, omenjenih v starodavni indijski literaturi, so nekatere prevedene v angleščino. Številne agame, purane in hindujski sveti spisi med drugim vključujejo poglavja o arhitekturi templjev, domov, vasi, mest, utrdb, ulic, ureditve trgovin, javnih vodnjakov, javnih kopališč, javnih dvoran, vrtov, obrežij rek. V nekaterih primerih so rokopisi delno izgubljeni, nekateri so na voljo samo v tibetanskem, nepalskem ali južnoindijskem jeziku, v drugih pa so originalni sanskrtski rokopisi na voljo v različnih delih Indije.